# Мейер-Вёльден, Алессандра
Алессандра «Сэнди» Мейер-Вёльден (нем. Alessandra «Sandy» Meyer-Wölden), в замужестве — Похер (нем. Pocher; род. 14 марта 1983, Мюнхен) — немецкая модель, актриса, дизайнер ювелирных украшений.

## Биография
Алессандра Мейер-Вёльден родилась в семье Фатера Акселя Мейер-Вёльдена, менеджера теннисиста Бориса Беккера, и урожденки Эритреи Антонеллы, певицы поп-дуэта Cafe au lait («Кофе с молоком»), где пела со своей сестрой-близняшкой. В детстве она начала заниматься теннисом в клубе Tennisclub Großhesselohe, где выиграла свои первые турниры. Позже она вместе с семьёй переехала во Флориду, где начала тренироваться в академии Ника Боллетьери. Была в детском списке ITF. В возрасте 16 лет решила завершить теннисную карьеру. Алессандра окончила университет Майами со степенью бакалавра в области коммуникационных наук.
В 2001 году появилась на обложке немецкого журнала Max. В 2002—2004 годах работала в модельном агентстве Elite Model Management. В 2005 году Алессандра основала ювелирную компанию Lovechild и с тех пор работала дизайнером ювелирных украшений.

### Личная жизнь
В возрасте 16 лет начала встречаться с немецким теннисистом Томасом Хаасом. Через семь лет они расстались.
25 сентября 2010 года Алессандра вышла замуж за Оливье Похера. У пары родилось трое детей — дочь (род. 2 февраля 2010) и два сына-близнеца (род. 25 сентября 2011). 11 апреля 2013 года пара объявила о разводе.